# FK Sokal
FK Sokal (ukr. Футбольний клуб «Сокаль», Futbolnyj Kłub „Sokal”) – ukraiński klub piłkarski z siedzibą w Sokalu w obwodzie lwowskim. 

## Historia
Chronologia nazw:
- ???—???: Buh Sokal (ukr. «Буг» Сокаль)
- ???—???: Chimik Sokal (ukr. «Хімік» Сокаль)
- ???—...: FK Sokal (ukr. ФК «Сокаль»)

Drużyna piłkarska Buh została założona w Sokalu po zakończeniu II wojny światowej. Zespół występował w rozgrywkach Mistrzostw oraz Pucharu obwodu lwowskiego. 
Jako Chimik Sokal w 1993 roku startował w rozgrywkach Pucharu Ukrainy.
Jako drużyna amatorska FK Sokal nadal występuje w rozgrywkach Mistrzostw i Pucharu obwodu lwowskiego.

## Sukcesy
- 1/64 finału Pucharu Ukrainy: 1993/94
- zdobywca Pucharu obwodu lwowskiego: 1993

## Znani piłkarze
- / Stepan Matwijiw